# خاک مریخ

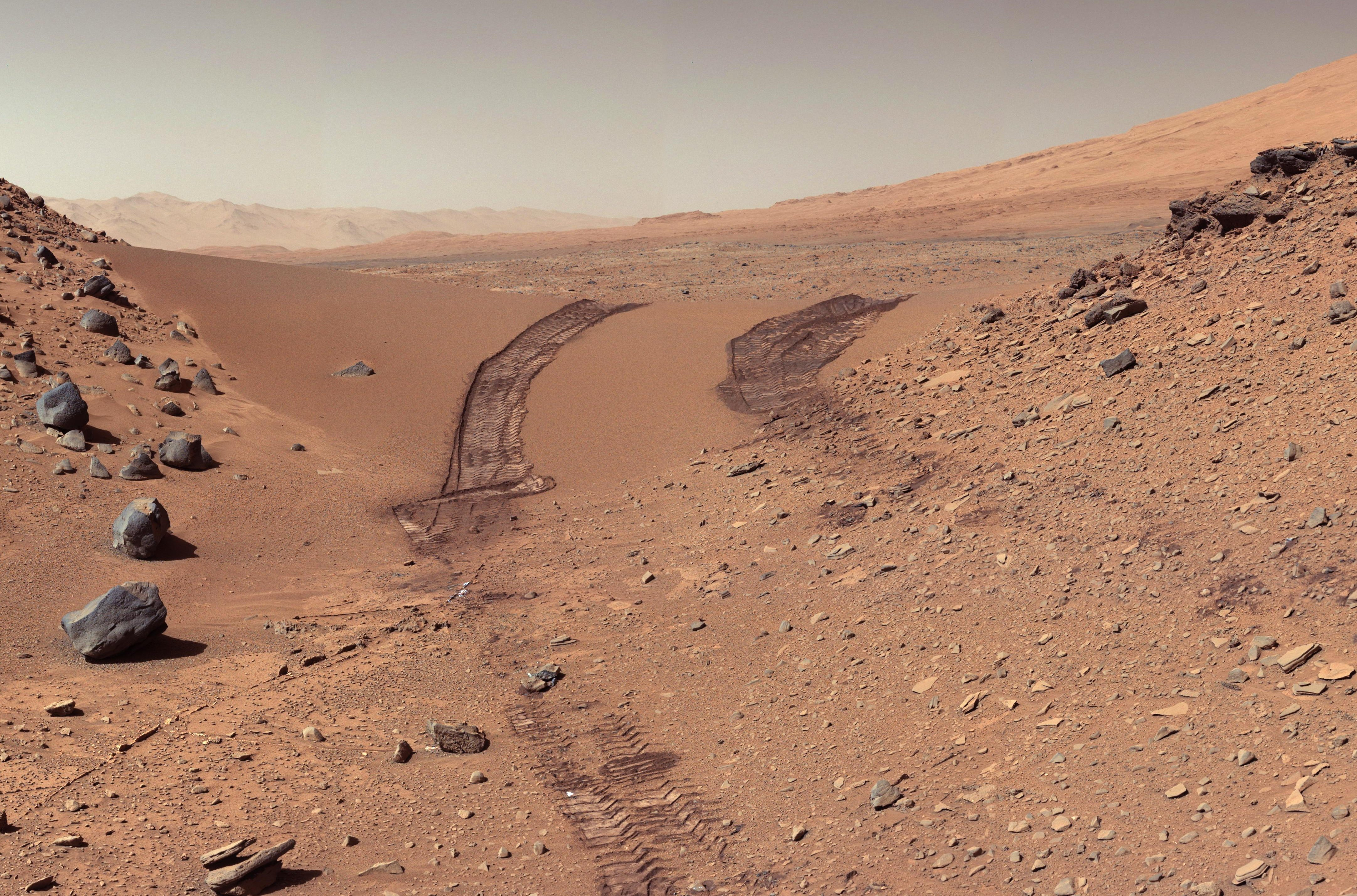
نمای کنجکاوی از خاک مریخ و رد چرخ‌هایش پس از عبور از تپه شنی "Dingo Gap" (9 فوریه ۲۰۱۴؛ تصویر تبدیل به نمای جوی زمین مانند شده‌است، تصویر اصلی).

خاک مریخ خورده سنگ پوشه ای است که در سطح مریخ یافت می‌شود. خواص آن می‌تواند به‌طور قابل توجهی با خواص خاک زمین متفاوت باشد، از جمله میزان سمیت آن به دلیل وجود پرکلرات‌ها. اصطلاح خاک مریخ معمولاً به بخش‌های ریزتر از سنگ پوشه اشاره دارد. تا کنون هیچ نمونه ای به زمین بازگردانده نشده‌است، که هدف ماموریت بازگشت نمونه از مریخ بوده، اما خاک از راه دور با استفاده از مریخ نوردها و مدارگردهای مریخ مورد مطالعه قرار گرفته‌است.
بر روی زمین، اصطلاح «خاک» معمولاً شامل محتوای آلی است. در مقابل، دانشمندان سیاره‌شناس یک تعریف کاربردی از خاک را برای تشخیص آن از سنگ اتخاذ می‌کنند. اصطلاح سنگ به‌طور کلی به موادی در مقیاس ۱۰ سانتی‌متر و بیشتر (به عنوان مثال، قطعات، برش، و رخنمون‌های در معرض) با اینرسی حرارتی بالا، با کسرهای منطقه ای مطابق با داده‌های وایکینگ مادون قرمز حرارتی Mapper (IRTM) و بی حرکت در شرایط فعلی بادی. در نتیجه، سنگ‌ها به‌عنوان دانه‌هایی بیشتر از اندازه سنگ‌فرش‌ها در مقیاس Wentworth طبقه‌بندی می‌شوند.